# 가브리엘프랑수아 두아이앙
가브리엘프랑수아 두아이앙(프랑스어: Gabriel-François Doyen, 1726년 5월 20일~1806년 3월 13일)은 프랑스의 화가로, 주로 역사와 신화적 요소가 담긴 그림을 그렸다.

## 생애
왕실의 장식업자로 활동했던 두아이앙의 아버지는, 처음에는 두아이앙이 예술가가 되는 것을 반대했었다. 그러나 두아이앙은 12살 때부터 샤를앙드레 반 로 밑에서 장식 수업을 받기 시작했으며 급속한 발전을 이루며 1748년 20세의 어린 나이에 로마 대상을 수상했다. 수상의 보상으로 두아이앙은 이탈리아로 유학을 떠났고, 1752년에 로마 아카데미 드 프랑스에 들어간 후 팔레르모에 머물렀다. 그는 베니스, 볼로냐, 토리노 등 이탈리아 전역을 여행하며 도메니키노, 안니발레 카라치, 피에트로 다 코르토나, 줄리오 로마노 및 미켈란젤로의 작품을 공부했다. 두아이앙은 베니스에 있는 동안 티치아노 베첼리오와 같은 유명한 색채화가들의 작품에 큰 영향을 받았다.
1755년에 파리로 돌아온 그는 처음에는 인정받지 못하고 폄하를 받았지만, 명성을 얻기 위해 많은 노력을 기울였다. 그 결과 두아이앙은 1758년에 《버지니아의 죽음》을 전시하여 완전한 성공을 거두었고 1761년에 왕립 회화 조각 아카데미에 입학할 수 있었다.

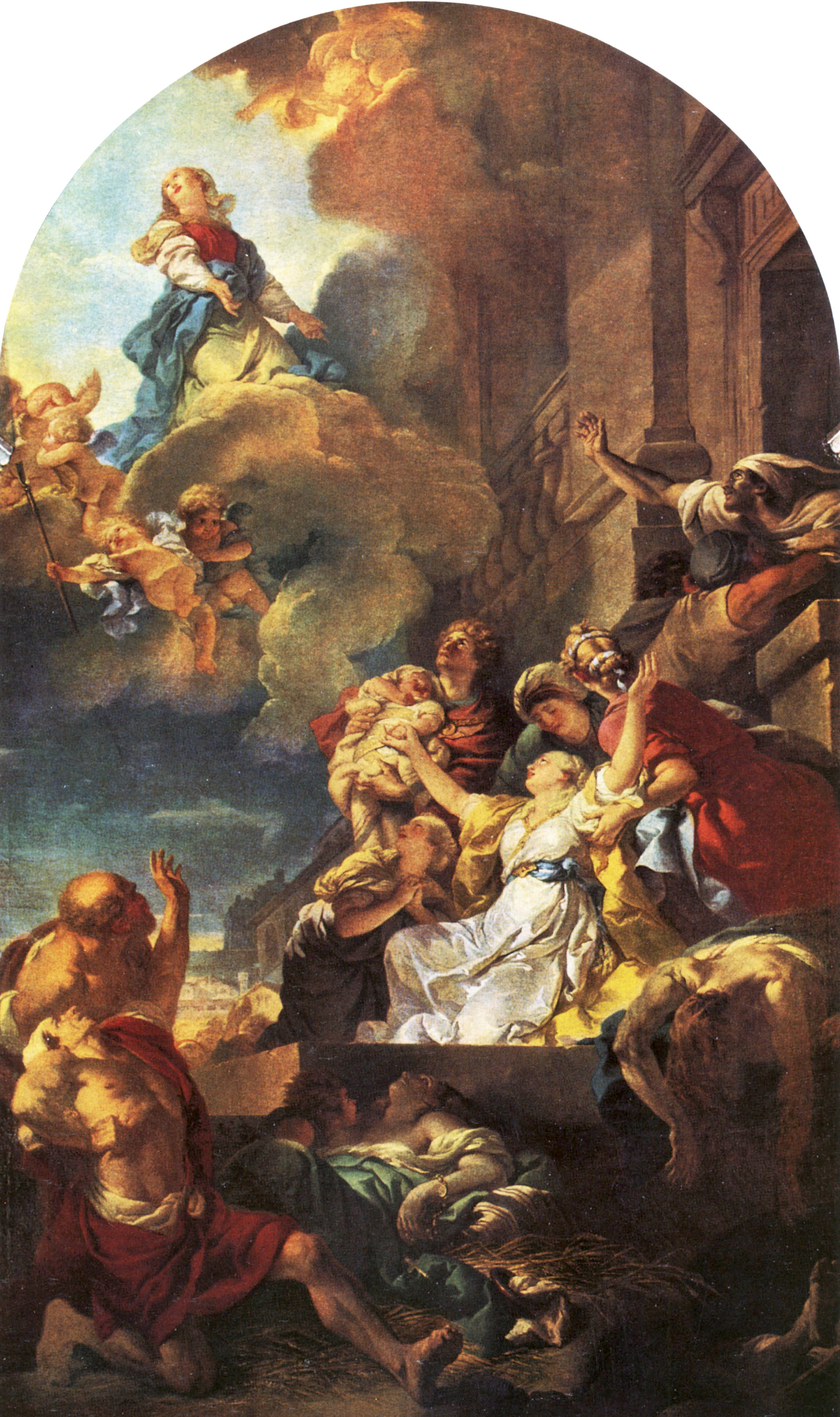
《Ardents의 기적》(Le Miracle des ardents), 1773년, 생로슈 교회의 트랜셉트

두아이앙은 벨기에의 안트베르펜을 방문한 후 페테르 파울 루벤스의 영향을 받았으며 그가 1773년 생로슈 교회에 그린 《Ardents의 기적》(Le Miracle des ardents)이 루벤스의 영향이 가장 잘 드러난 것으로 알려져 있다. 이 그림은 1767년 살롱에 전시되었는데, 소묘화가 샤를제르맹 드 생토뱅이 그의 '1767년 살롱 풍경'에 이를 기록했다. 영국의 미술사학자 마이클 레비는 이 그림을 작가의 작품 경력 중 '절정'이라고 묘사하며, 이 작품의 극적인 면이 19세기 프랑스 낭만주의 회화를 특징 짓는 첫 작품일 수 있음을 시사했다. 그는 작품 속 전경의 몸부림 치는 인물들이 테오도르 제리코의 《메두사호의 뗏목》에 묘사된 인물들과 비슷하다는 점에 주목했다.
1773년, 두아이앙은 에콜 밀리테르(군사 학교) 예배당의 대제단을 위해 《성 루이스의 마지막 성찬식》을 그렸다. 이 그림은 그가 영향 받았던 도메니키노의 《성 제롬의 마지막 성찬식》을 연상시키며, 대제단보다 훨씬 높은 곳에 위치해 있어 강렬하고 명확한 메시지를 보여준다. 이 시기의 두아이앙의 또 다른 주목할 만한 작품은 앵발리드 예배당에 그린 《테티스의 승리》이다. 1776년에 그는 아카데미의 교수로 임명되었다. 1780년대 중반에 이르러서는 그의 스타일은 유행을 타지 않게 되었다.
프랑스 혁명 초기 그는 국립 박물관 프로젝트에 적극적으로 참여하여 아우구스티노 수도회에 미술품 보관소를 만들었다. 그러나 1792년 그는 예카테리나 2세의 초대를 받아 프랑스를 떠나 러시아 제국으로 향했다. 그는 상트페테르부르크에 정착하여 제국 예술 아카데미에 입학하였고 여러 궁전을 장식하는 데 기여했다. 그가 가르친 제자로는 안드레이 이바노프가 있다. 두아이앙은 1806년에 상트페테르부르크에서 79세의 나이로 사망했다.

## 작품

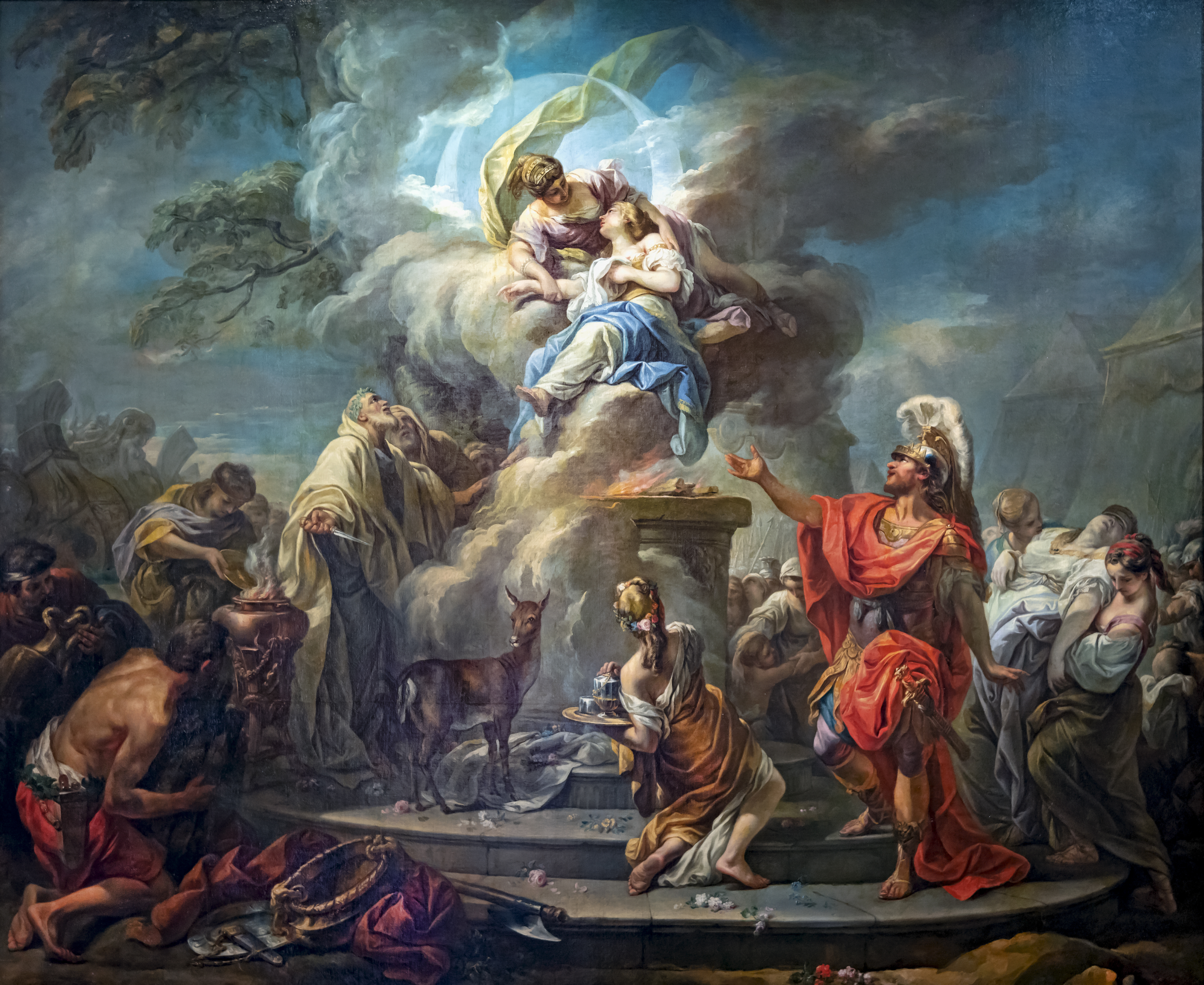
《이피게네이아의 희생》, 1749년
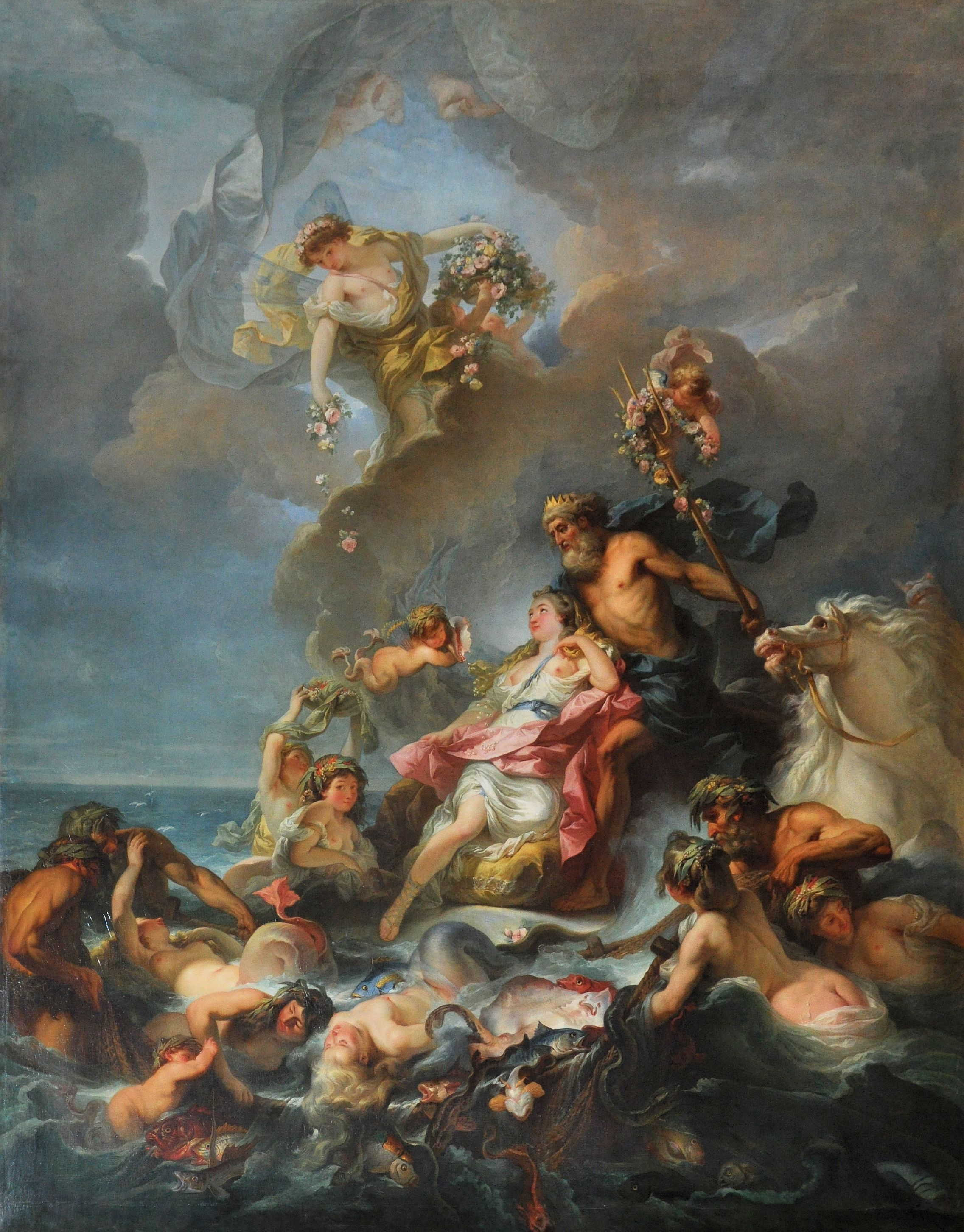
《암피트리테의 승리》, 1768년, 베르사유궁
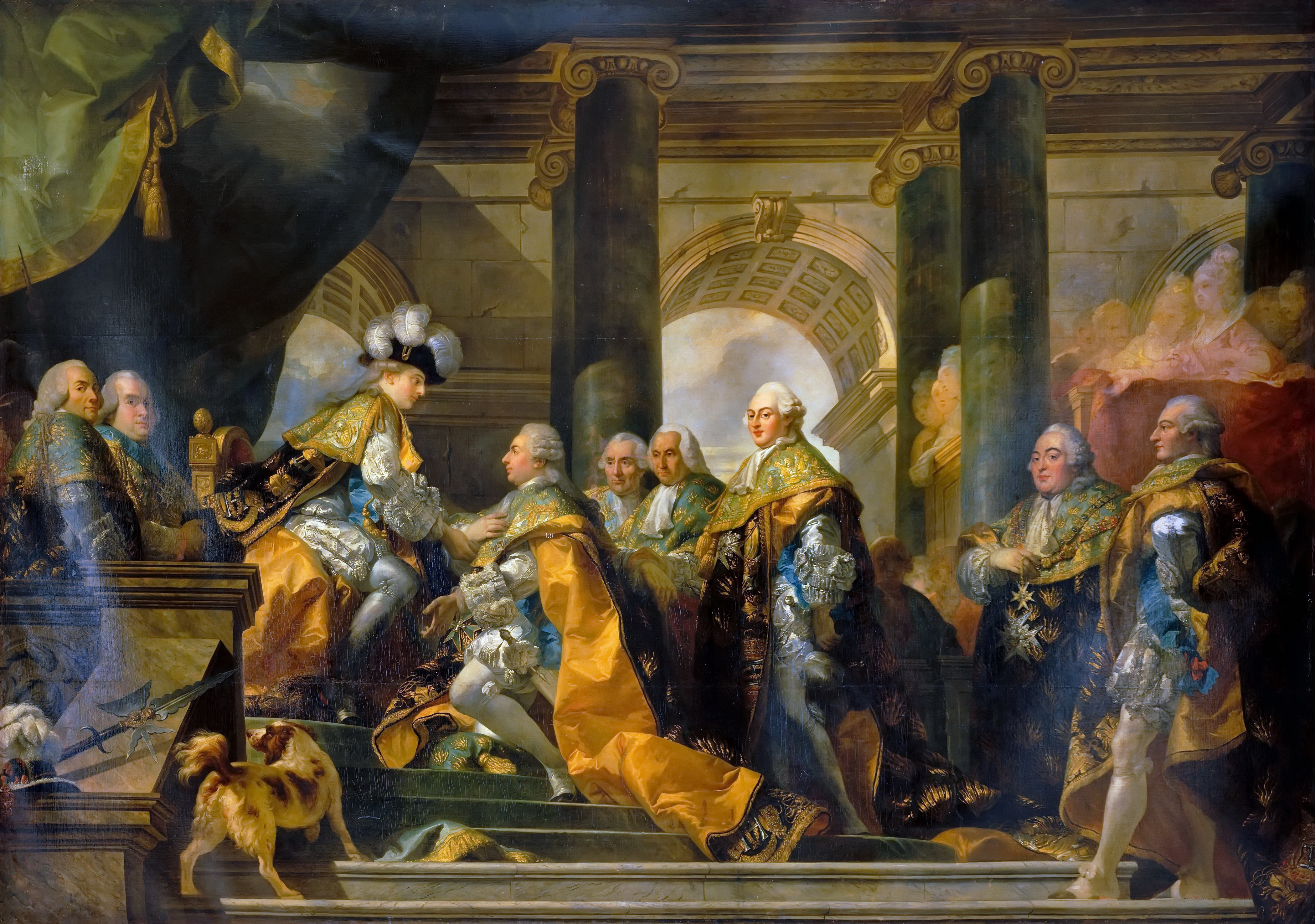
《랭스에서 성령 기사단의 훈장을 받는 루이 16세》, 1775년경, 베르사유궁
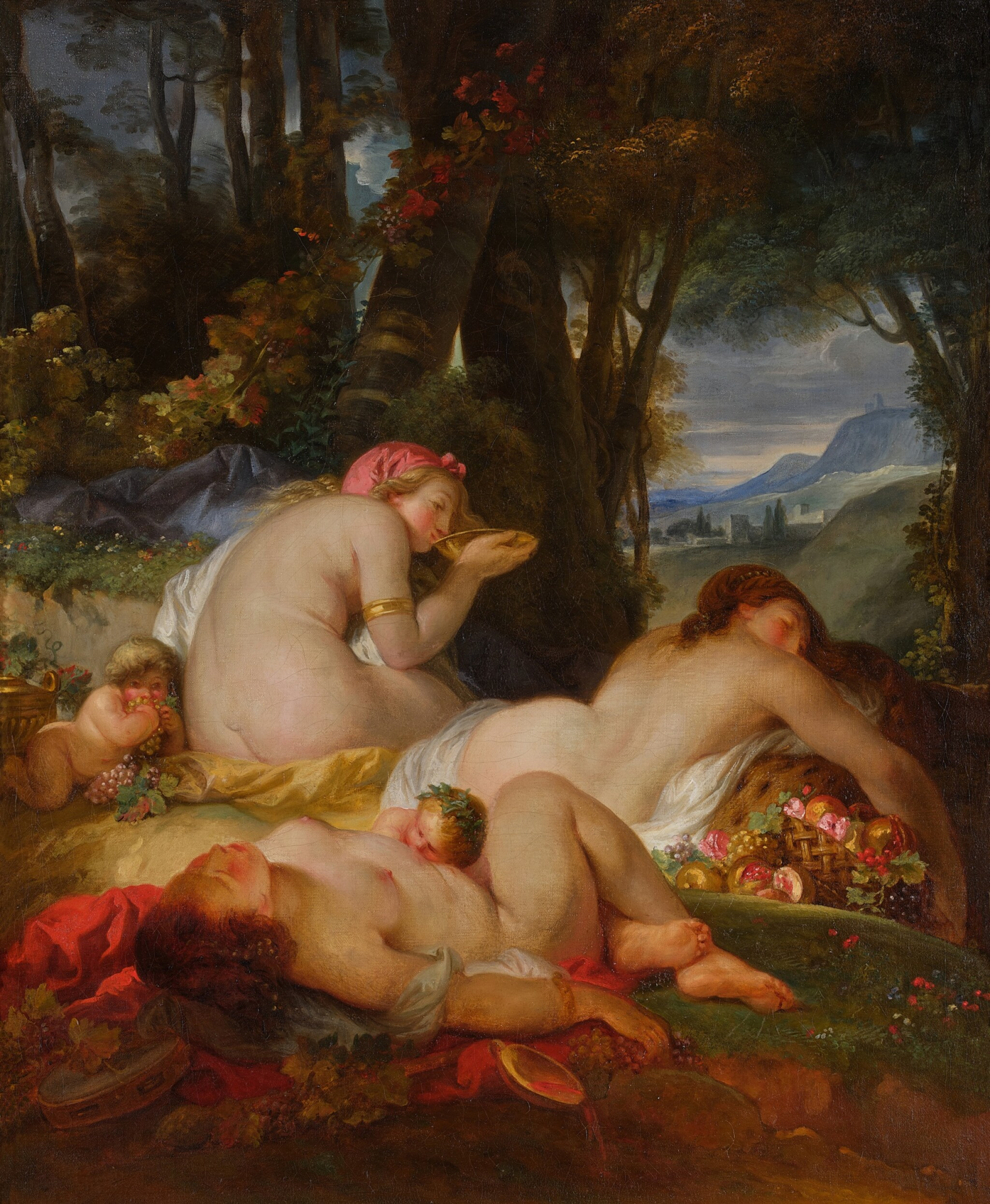
《잠자는 바크한테스》, 1782년경